# Nienbrügge (Sachsenhagen)
Nienbrügge ist ein Ortsteil der Stadt Sachsenhagen im Landkreis Schaumburg in Niedersachsen.
Der kleine Ortsteil liegt südlich der Kreisstraße von  Sachsenhagen nach Pollhagen in Richtung Lauenhagen sowie nördlich des Mittellandkanals und am fast parallel zum Kanal verlaufenden Bach Holpe. Nienbrügge ist ein reines Straßendorf.

## Geschichte
Nienbrügge ist um 1600 als Nebendorf von Hülshagen entstanden und wird 1618 „vor der Newensbruck“ bezeichnet. Bei der Teilung der Grafschaft Schaumburg 1648 kam der Ort zum lippischen Teil. 1871 bildete Nienbrügge mit Niedernholz eine Landgemeinde. Niedernholz wurde am 1. April 1956 in die Gemeinde Lüdersfeld eingegliedert und Nienbrügge blieb eine eigenständige Gemeinde im Landkreis Schaumburg-Lippe. Am 1. März 1974 wurde sie in den Landkreis Schaumburg umgegliedert und in die Stadt Sachsenhagen eingegliedert.